# Funge

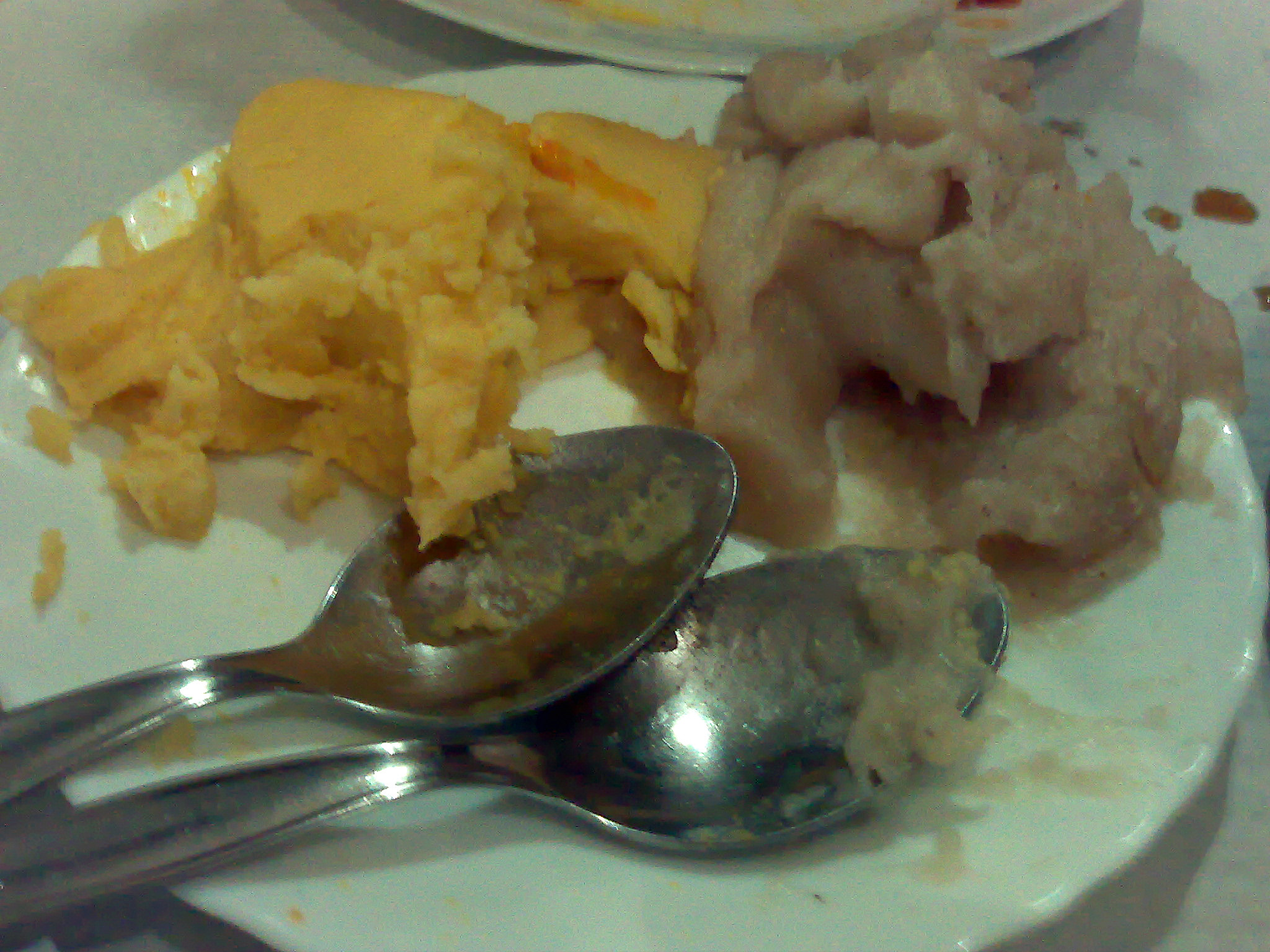
Funge sulista (amarelado) e funge nortista (acinzentado)

Funge ou pirão angolano é um prato típico da culinária angolana, considerado o "prato nacional".

## Funge do sul
O funge sulista é uma papa de farinha típica da culinária da região sul de Angola. É feito a base de milho, por isso sua cor é amarelada. Para obter a consistência ideal do pirão, deve-se agitar o conteúdo com muito frequência no seu preparo.
Para realçar o sabor, é servido com um molho de calulu ou de moamba de galinha.

## Funge do norte
O funge nortista de Angola é feito a base de mandioca, sendo conhecido por "funge de bombó". O prato quando finalizado, apresenta a cor acinzentada com laivos de castanho. Para ser consumido, um molho deve ser usado para realçar o sabor.